# Dù có ra sao, con vẫn yêu bố mẹ
Dù có ra sao, con vẫn yêu bố mẹ (tên gốc tiếng Anh: If Anything Happens I Love You) là phim ngắn hoạt hình 2D của Mỹ do Will McCormack và Michael Govier viết kịch bản và đạo diễn. Câu chuyện của phim kể về nỗi đau của cặp cha mẹ khi phải đấu tranh với cái chết của người con gái đã bị giết trong một vụ xả súng tại trường học. Dưới sự sản xuất của Gilbert Films và Oh Good Productions, phim ngắn được phát hành trên nền tảng Netflix vào ngày 20 tháng 11 năm 2020.
Ý tưởng ban đầu cho phim ngắn đến từ cuộc gặp gỡ giữa McCormack và Govier tại Công viên Griffith. Sau đó bộ đôi đã cùng nhau viết kịch bản cho tác phẩm trong suốt một năm và bắt đầu quá trình sản xuất vào năm 2018, trong đó Youngran Nho đảm nhận vai trò đạo diễn hoạt hình. Lấy cảm hứng từ phim ngắn Father and Daughter (2000) cùng với sự hợp tác chặt chẽ với Everytown for Gun Safety – một tổ chức phi lợi nhuận về kiểm soát súng – quá trình sản xuất kết thúc vào tháng 2 năm 2020.
Dù có ra sao, con vẫn yêu bố mẹ được giới thiệu vào ngày 4 tháng 3 năm 2020 trong một buổi chiếu riêng tại United Talent Agency ở Beverly Hills, với sự tham gia trình bày của Jayme Lemons, Chelsea Handler, Phil Johnston, Mary McCormack, Rashida Jones và giám đốc sản xuất Laura Dern. Sau khi phát hành trên Netflix, đoạn phim ngắn đã nhận được sự hoan nghênh từ giới phê bình. Tại Giải Oscar lần thứ 93, phim đã nhận được giải Oscar cho Phim hoạt hình ngắn hay nhất.

## Nội dung
Cặp cha mẹ bắt đầu xa cách nhau dần sau cái chết của người con gái trước tuổi vị thành niên. Dù cả hai không nói chuyện trực tiếp với nhau, nhưng họ đều bị theo dõi bởi những cái bóng cảm xúc bên trong mỗi người. Trong khi người cha đi ra ngoài, người mẹ nghĩ đến việc vào phòng ngủ cũ của con gái mình, nhưng cô đã dừng lại do quá đau buồn. Trong lúc giặt quần áo, người mẹ bắt đầu khóc khi nhận ra mình đang giặt áo sơ mi cho con gái mình. Cô ngồi gần máy giặt, làm một quả bóng đá rơi xuống; cửa phòng ngủ của người con gái mở ra, và chiếc máy ghi âm bắt đầu phát bài hát "1950". Người mẹ quyết định bước vào phòng và hội ngộ với chồng mình. Trong khi bài hát "1950" tiếp tục vang lên, bóng đen đại diện cho con gái họ bật ra khỏi chiếc máy ghi âm, và cặp cha mẹ bắt đầu nhớ lại những sự kiện trong cuộc đời của con gái họ.
Trong chuỗi hồi tưởng, cặp cha mẹ nhìn thấy con gái của họ lớn lên: tình yêu của cô bé với bóng đá, kỷ niệm sinh nhật lần thứ 10 và nụ hôn đời. Ở cảnh hồi tưởng cuối cùng, cô con gái rời cha mẹ để tới trường. Biết trước điều tồi tệ sắp xảy đến, bóng đen của cặp cha mẹ cố gắng ngăn cản cô bé vào trường, nhưng vì đây chỉ là hồi tưởng nên cả hai đã đã thất bại. Tại trường học, cô gái nhỏ bị bắn chết trong một vụ xả súng, với lời nhắn nhủ cuối cùng của cô với cha mẹ là "Dù có ra sao, con vẫn yêu bố mẹ". Khi hai cái bóng của cặp cha mẹ dần xa rời nhau, bóng của người con gái lại gắn kết họ lại, buộc cặp cha mẹ phải nhìn thấy những kỷ niệm tốt đẹp mà cả hai đã có với người con gái khi cô bé còn sống. Quay trở lại thời điểm hiện tại, cái ôm của cặp cha mẹ cùng bóng của cô con gái trở thành ngọn đèn sáng giữa nỗi đau buồn.

## Sản xuất

### Phát triển
Theo Will McCormack và Michael Govier – vốn trở thành bạn bè khi gặp nhau tại một trường diễn xuất – ý tưởng ban đầu cho bộ phim đến từ cuộc gặp gỡ giữa hai người tại Công viên Griffith, nơi Govier nghĩ về việc thực hiện một bộ phim mà bóng tối đại diện cho những cảm xúc mà con người không thể chạm tới. McCormack đồng ý và cho rằng đó là một tiền đề "mạnh". Mục tiêu của bộ phim là thể hiện "sự đau buồn vẫn còn tồn đọng bên trong cộng đồng, [...] và việc nỗi đau đó trông như thế nào." Để phục vụ mục đích đạo diễn bộ phim, bộ đôi đã gặp gỡ một số phụ huynh đã mất con trong các vụ xả súng tại trường học và bạo lực súng đạn ở Hoa Kỳ với mong muốn được hiểu rõ hơn về chủ đề nhạy cảm này. Cả hai cũng hợp tác chặt chẽ với Everytown for Gun Safety và Moms Demand Action, đồng thời cho phép các tổ chức phi lợi nhuận này chia sẻ phản hồi riêng về kịch bản của bộ phim cũng như đào sâu chủ đề chính của tác phẩm.
Ngay từ đầu [tác phẩm] đã là một bộ phim hoạt hình. Chúng tôi chỉ nghĩ rằng phiên bản người đóng cho tác phẩm này sẽ là quá sức. Chúng tôi cho rằng hoạt hình là cánh cửa hoàn hảo để mở ra những cuộc trò chuyện sâu sắc về nỗi mất mát và đau buồn.— Govier nói về quyết định mở rộng dự án thành phim hoạt hình

### Hoạt họa
Nhằm biến ý tưởng tự tài trợ của họ thành một bộ phim hoạt hình, bộ đôi đã gặp gỡ nhà sản xuất Maryann Garger. Ngay sau đó, Dù có ra sao, con vẫn yêu bố mẹ bắt đầu đi vào sản xuất từ cuối năm 2018, với phần hoạt hình được thực hiện từ tháng 4 năm 2019 đến tháng 12 cùng năm. Tổng cộng có 28 nhân sự đã làm việc cho dự án, bao gồm Youngran Nho, Haein Michelle Heo và Julia Gomes Rodrigues, trong đó phần hoạt hình được thực hiện bằng phần mềm TVPaint Animation. Nhằm nhấn mạnh vào tầm quan trọng của sự đa dạng giới và tính đại diện trong hoạt hình, phần hoạt họa, biên soạn âm nhạc và chỉ đạo sản xuất được thực hiện bởi một đội ngũ nhân sự toàn nữ.
Bộ phim được sản xuất bởi Govier – người đã viết phần kịch bản dài 12 trang cho phim ngắn cùng với McCormack trong một năm. Ít lâu sau, nhờ giáo sư Maija Burnett giới thiệu, Nho được mời về dự án để đảm nhiệm vai trò họa sĩ hoạt hình và chỉ đạo nghệ thuật. Tác phẩm sử dụng bảng màu đen trắng từ phim ngắn Father and Daughter (2000) từng đoạt giải Oscar làm nguồn cảm hứng. Theo Nho, phần nền phim sử dụng màu nước trên giấy nhằm giúp câu chuyện có cảm giác "thô" và "chưa hoàn thiện". Cô cũng giải thích rằng bộ phim cố gắng tối giản hóa các màu sắc sử dụng trong nền để phù hợp với "sự trống trải bao trùm lấy cặp cha mẹ đau buồn." Theo McCormack và Govier, cả hai người muốn kể một câu chuyện thông qua những cái bóng được nhân cách hóa, và kết quả là nhiều cảnh phim không được vẽ "với technicolor" như ý định "minh họa và khám phá nỗi đau" của họ trong phim ngắn. Để giữ liên lạc với Nho và những người trong đoàn làm phim, McCormack và Govier đã sử dụng phần mềm Slack để liên lạc, "nhận xét và xác nhận công việc của nhau trên thời gian thực." Dưới sự sản xuất của Gary Gilbert và Gerald Chamales, phim ngắn được Peter Ettinger thực hiện phần dựng bằng phần mềm Adobe Premiere Pro.

### Âm nhạc
Hầu hết phần nhạc nền của phim ngắn do Lindsay Marcus biên soạn, với phân cảnh "Beautiful Dreamer" của bộ phim được trình bày bởi dàn nhạc thanh niên Inner-City Youth Orchestra của Los Angeles do Charles Dickerson chỉ đạo. Trong một cuộc phỏng vấn với Animation Scoop, McCormack tiết lộ rằng "1950" được chọn sử dụng trong tác phẩm vì bộ đôi đã nghe bài hát trong lúc tìm kiếm nhạc cho phim ngắn.

## Phát hành
Dù có ra sao, con vẫn yêu bố mẹ được giới thiệu vào ngày 4 tháng 3 năm 2020 trong một buổi chiếu riêng tư tại United Talent Agency ở Beverly Hills, với sự tham gia trình bày của Jayme Lemons, Chelsea Handler, Phil Johnston, Mary McCormack, Rashida Jones và giám đốc sản xuất Laura Dern. Ngày 14 tháng 10 năm 2020, Netflix đã mua lại quyền phân phối phim ngắn và phát hành trên nền tảng này vào ngày 20 tháng 11.

## Đón nhận

### Đánh giá chuyên môn
Trên hệ thống tổng hợp kết quả đánh giá Rotten Tomatoes, Dù có ra sao, con vẫn yêu bố mẹ nhận được 100% lượng đồng thuận dựa theo 8 bài đánh giá, với số điểm trung bình 7,5/10. Trong bài đánh giá của mình cho The Independent Critic, Richard Propes đã đánh giá bộ phim ngắn A+ cùng với số điểm 4 trên 5 sao, đồng thời dành lời ca ngợi thông điệp, phần hoạt hình cũng như các nhân vật trong tác phẩm; ông cũng gọi bộ phim là "một kiệt tác hoạt hình." Viết cho The Montclarion, cây bút Megan Lim ca ngợi sự đơn giản của bộ phim: "Việc lược bớt lời thoại, màu sắc cùng những hình ảnh minh họa bóng bẩy [...] đã truyền tải đáng kể nỗi thống khổ và khoảng trống mà không cuộc đối thoại nào có thể đặc tả được." Sau khi xem đoạn phim ngắn, các nhân sự của Decider đã khuyến nghị độc giả nên xem tác phẩm, với Anna Menta khen ngợi bộ phim ngắn là "một bức chân dung tuyệt đẹp nhưng đau đớn tột cùng về một bi kịch", đồng thời cho biết tác phẩm rất chân thực và giống như một câu chuyện có thật. Trên TikTok, cụm từ #IfAnythingHappensILoveYou đã lan truyền ngay sau khi tác phẩm được phát hành, trong đó những nhà sáng tạo nội dung đã chia sẻ phản ứng của họ trước và sau khi xem đoạn phim ngắn 12 phút này.

### Giải thưởng
Ngày 14 tháng 10 năm 2020, IndieWire tiết lộ rằng Netflix đang xem xét đưa Dù có ra sao, con vẫn yêu bố mẹ làm một trong ba ứng cử viên cho giải Oscar cho Phim hoạt hình ngắn hay nhất để tranh giải tại Giải Oscar lần thứ 93. Tháng 2 năm 2021, bộ phim đã được thêm vào danh sách rút gọn 10 phim tranh giải trong số 96 phim hoạt hình đủ điều kiện, trở thành phim Netflix duy nhất có mặt trong danh sách này. Vào tháng 3, bộ phim đã chính thứcnhận được đề cử giải Oscar cùng với Burrow, Genius Loci, Opera và Yes-People.
| Giải thưởng | Ngày                | Hạng mục                                           | Đề cử                             | Kết quả   | Nguồn         |
| ----------- | ------------------- | -------------------------------------------------- | --------------------------------- | --------- | ------------- |
| Giải Annie  | 16 tháng 4 năm 2021 | Dựng phim xuất sắc nhất – Truyền hình/Truyền thông | Peter Ettinger và Michael Babcock | Đề cử     | [ 31 ] [ 32 ] |
| Giải Oscar  | 25 tháng 4 năm 2021 | Phim hoạt hình ngắn hay nhất                       | Will McCormack và Michael Govier  | Đoạt giải | [ 29 ] [ 33 ] |